# Vía Colectora El Salto-Muisne
La Vía Colectora El Salto-Muisne (E381) es una vía secundaria  ubicada en la Provincia de Esmeraldas. Esta colectora, de trazado oeste-este, nace en la localidad costera de Muisne.  Desde Muisne, la vía se traza en dirección oriental hasta terminar su corto recorrido en la Troncal del Pacífico (E15) a la altura de la localidad de El Salto.

## Localidades destacadas
De oeste a este:
- Muisne, Esmeraldas

- Datos: Q3050380